# علي الظفيري
علي بن عبد الله الظفيري إعلامي سعودي و مقدم برامج في قناة الجزيرة. من مواليد 19 أكتوبر 1975 في الكويت. من أبناء مدينة حفر الباطن السعودية .

## مؤهلاته وخبراته
تلقى تعليمه في مدارس الكويت من المرحلة الابتدائية حتى الثانوية، ثم التحق عام 1993 بكلية التربية في جامعة الكويت، متخصصا في علم النفس التربوي. أنهى الإجازة الجامعية عام 1997 وعاد بعدها إلى بلاده المملكة العربية السعودية، ليلتحق ببرنامج الدبلوم العالي في جامعة الملك سعود، تخصص إذاعة وتلفزيون.
1. دبلوم إعلام من جامعة الملك سعود في الرياض 1999.
2. بكالوريوس علم نفس تربوي من كلية التربية في جامعة الكويت 1997.
3. مذيع ومقدم برامج في إذاعة وتلفزيون المملكة العربية السعودية 1999-2004.
4. مذيع ومقدم برامج في قناة الجزيرة من 25 أبريل، 2004 حتى استقالته في 21 يونيو، 2017.
5. مقدم ومنتج برنامج في العمق على قناة الجزيرة العاشرة مساء كل اثنين.

## الحياة المهنية
بدأ مشواره الإعلامي عام 1999 مذيعا ومقدما للبرامج في التلفزيون السعودي في مدينة الدمام بالمنطقة الشرقية.
وبالإضافة إلى عمله في الإذاعة السعودية، انتقل عام 2003 إلى العاصمة الرياض ليواصل مشواره الإذاعي والتلفزيوني مع الإذاعة والتلفزيون السعودي، وقدم طوال تلك الفترة معظم البرامج الرئيسية في المؤسستين، إضافة للتغطيات الخارجية ومنها المشاركة في تغطية غزو العراق عام 2003.
انتقل في أبريل من عام 2004 إلى قناة الجزيرة الإخبارية، ليتدرج في عمله الصحفي من مذيع نشرات الأخبار الرئيسية إلى تقديم البرامج.
شارك في عدد من التغطيات الإخبارية لصالح قناة الجزيرة، منها الحرب على لبنان في عام 2006، والانتخابات الرئاسية الأميركية من واشنطن في عام 2008، إضافة لعدد كبير من التغطيات الميدانية في المنطقة العربية.
تولى منذ عام 2009 تقديم وإنتاج برنامج في العمق، وهو أحد أهم البرامج السياسية في قناة الجزيرة، يتعاطى مع الشأن السياسي والفكري والقضايا الإستراتيجية.
حصد البرنامج جماهيرية كبيرة جعلته يحتل المراتب الأولى على صعيد المشاهدة في العالم العربي وفقا للإحصاءات التي تقدمها الشركات المختصة في هذا المجال.
عمل الظفيري -إضافة لعمله الصحفي- مدربا ومستشارا في مركز الجزيرة للتدريب والتطوير الإعلامي، وقدم عشرات الدورات التدريبية المختصة في التقديم الحواري والإخباري، ودورات مهارات التواصل مع وسائل الإعلام، استفاد منها عدد كبير من المتدربين.

### مع قناة الجزيرة
- في تاريخ 21 يونيو، 2017 أعلن الظفيري استقالته من قناة الجزيرة عبر حسابه الشخصي على تويتر،[3]
- في 28 أكتوبر 2021، أعلن حساب تويتر الخاص بقناة الجزيرة عن عودة الظفيري إلى تقديم برنامجه (المقابلة) في قناة الجزيرة.[4]

## المؤلفات
يكتب الظفيري مقالات عدة وزوايا أسبوعية منذ عام 2000، بدأها مع جريدة الوطن السعودية، ثم جريدة العرب القطرية، وجريدة العربي الجديد الدولية. و مع بدايات الربيع العربي أنجز الظفيري مؤلفا حول هذه الظاهرة وكيفية التعاطي الإعلامي معها في كتاب عنوانه: "بين الجزيرة والثورة .. سنوات اليأس ورياح التغيير"، سرد فيه جانبا من تجربته الشخصية، وسجل كيفية تناول الإعلام العربي لهذه الظاهرة اللافتة.

## وصلات خارجية
- صفحة علي الظفيري في موقع الجزيرة
- حساب علي الظفيري الرسمية في تويتر